# Пщинский повет
Пщинский повят (пол. Powiat pszczyński) — повят (район) в Польше, входит как административная единица в Силезское воеводство, находится на территории бывшего Пщинского княжества (княжество Плес). Центр повята — город Пщина. Занимает площадь 473,46 км². Население — 109 507 человек (на 30 июня 2015 года).

## Административное деление
- города: Пщина
- городско-сельские гмины: Гмина Пщина
- сельские гмины: Гмина Гочалковице-Здруй, Гмина Кобюр, Гмина Медзьна, Гмина Павловице, Гмина Сушец

## Демография
Население повята дано на 30 июня 2015 года.
| Перепись            | Всего   | Мужчины | Женщины |
| ------------------- | ------- | ------- | ------- |
|                     | чел.    | чел.    | чел.    |
| Всего               | 109 507 | 53 633  | 55 874  |
| Городское население | 25 975  | 12 382  | 13 593  |
| Сельское население  | 83 532  | 41 251  | 42 281  |